# Невяна Владинова
Невяна Станимирова Владинова е българска бивша състезателка по художествена гимнастика. На Летните олимпийски игри в Рио де Жанейро тя е единствената представителка на България в индивидуалната надпревара в художествената гимнастика. Понастоящем е вицепрезидент на българската федерация по художествена гимнастика.

## Биография
Владинова е родена на 23 февруари 1994 г. в Плевен. Започва да се занимава със състезателна гимнастика през 2000 г. От 2006 г. се явява на младежки състезания, а от 2011 г. – в старша възраст. През 2013 г., Владинова се състезава в сериите за Световната купа по художествена гимнастика и сериите Гран При. Участва в българския национален отбор за състезанията за Европейското първенство за 2013 г.
2014 г.
През 2014 г. Владинова прави пробив с първото състезание, на което отива на финал – московския Гран При, на който достига до 4-то място на обръч. На Световната купа в Дебрецен Владинова завършва осма в многобоя и достига до финала на обръч. На Световното първенство в Щутгарт финишира девета в многобоя. На Световната купа в Пезаро се класира на 9-о място в многобоя, а в София – на 6-о място. Същата година се състезава на Европейското първенство, където завършва на 13-о място. Участва на Световното първенство с националния отбор, завършвайки седми, и в индивидуалните квалификация в многобоя – 25-а, пропускайки финалите, към които продължават първите 24 гимнастички. Приключва сезона, състезавайки се в Гран При 2014 г., където печели бронзов медал в многобоя и 3 медала на отделните уреди: два сребърни медала на бухалки и на лента и бронзов медал на топка.
2015 г.
През март 2015 г., Владинова се състезава в Гран При 2015 в Тие, където завършва 21-ва в многобоя. В края на същия месец се състезава за Световната купа в Лисабон, завършвайки 12-а в многобоя. През април 2015 г. финишира на 24-то място в многобоя на Световната купа в Пезаро. Състезава се в Гран При 2015 г. в Холон, където печели 10-о място в многобоя. През май същата година на Световната купа в Ташкент завършва 8-а в многобоя. През август се състезава в Световната купа в София, където завършва седма в многобоя, преминавайки успешно квалификациите на всички уреди, завършвайки пета на топка, седма на обръч, седма на бухалки и шеста на лента. На финалите за Световната купа в Казан Владинова финишира осма в многобоя. През септември същата година участва в Световното първенство в Щутгарт и завършва десета в многобоя.
2016 г.
През 2016 г. Владинова започва сезона си, състезавайки се в Гран При Москва, завършвайки 13-а в многобоя. През март участва в Световната купа в Лисабон, завършвайки 6-а в многобоя и участвайки във финалите на обръч, лента и бухалки. През април завършва 9-а на многобоя на Световната купа в Пезаро. Следва осмо място в многобоя на Световната купа в Минск с квалификация за финалите и на четирите уреда. През май завършва 6-а в многобоя на Световната купа в София, достигайки до финалите на три от уредите с пето място на обръч, шесто – на топка и бронзов медал на лента, който е първият ѝ медал на състезание от Световните купи. След това на Световната купа в Гуадалахара Владинова завършва 9-а в многобоя и достига финал на обръч. През юни участва на Европейското първенство, където завършва 10-а в многобоя. През юли на Световната купа в Баку тя завършва шеста в многобоя, достигайки до финалите на три от уредите.
Владинова дебютира на летните олимпийски игри в Рио де Жанейро като единствената представителка на България в индивидуалната надпревара в художествената гимнастика. Там тя заема 6-о място в многобоя и със сбор от 70,966 т. се класираха сред първите 10 за финала на 20 август. С оценки: 17,883 (обръч), 17,750 (топка), 18,050 (бухалки) и 17,050 (лента), Невяна Владинова се класира на седмо място.